# Системный фотоаппарат

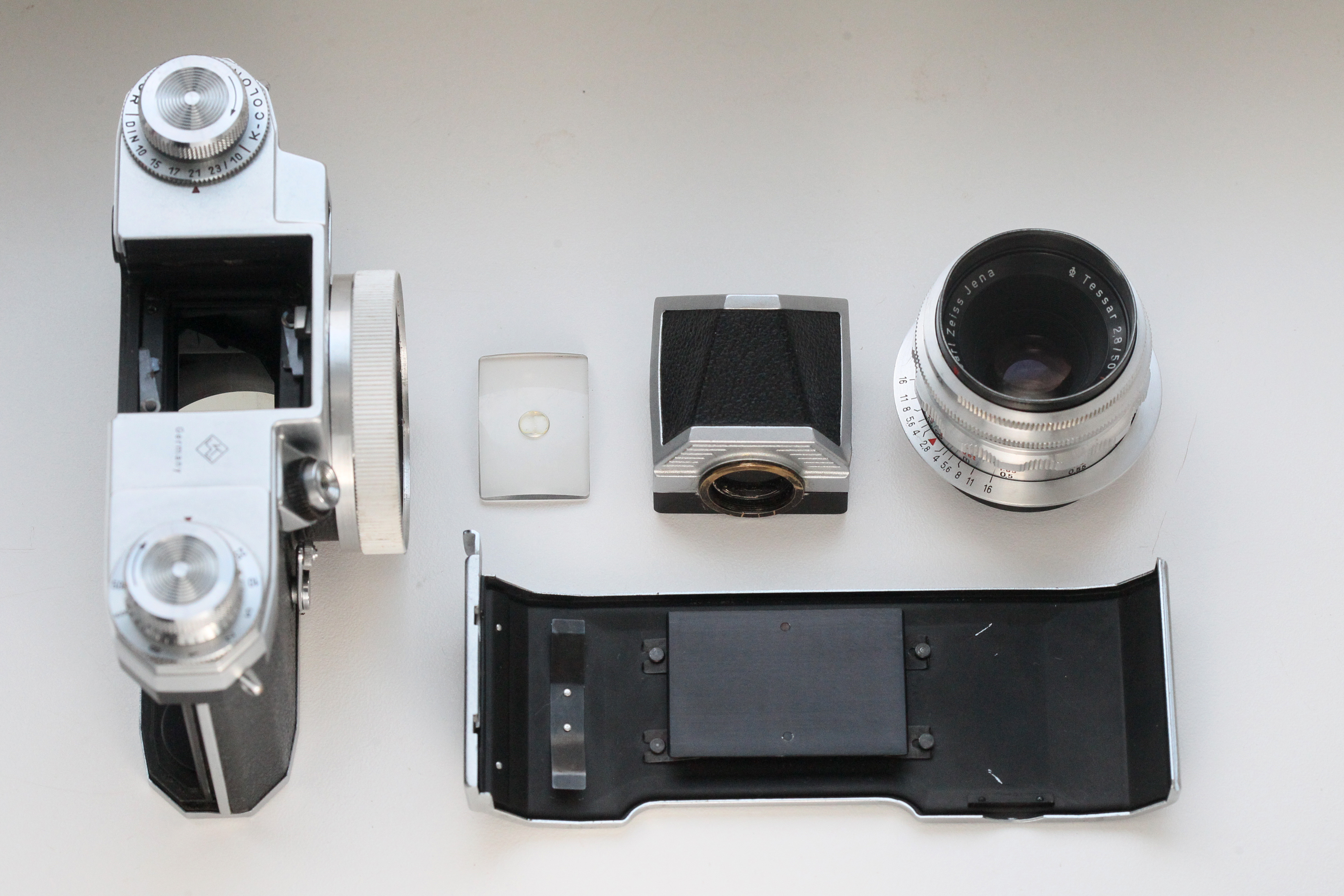
Малоформатная фотосистема Praktina (1953 год) считается первой среди зеркальных, включая в себя сменные объективы, видоискатели, фокусировочные экраны, задние крышки и приставной электропривод

Среднеформатная фотосистема Mamiya 645

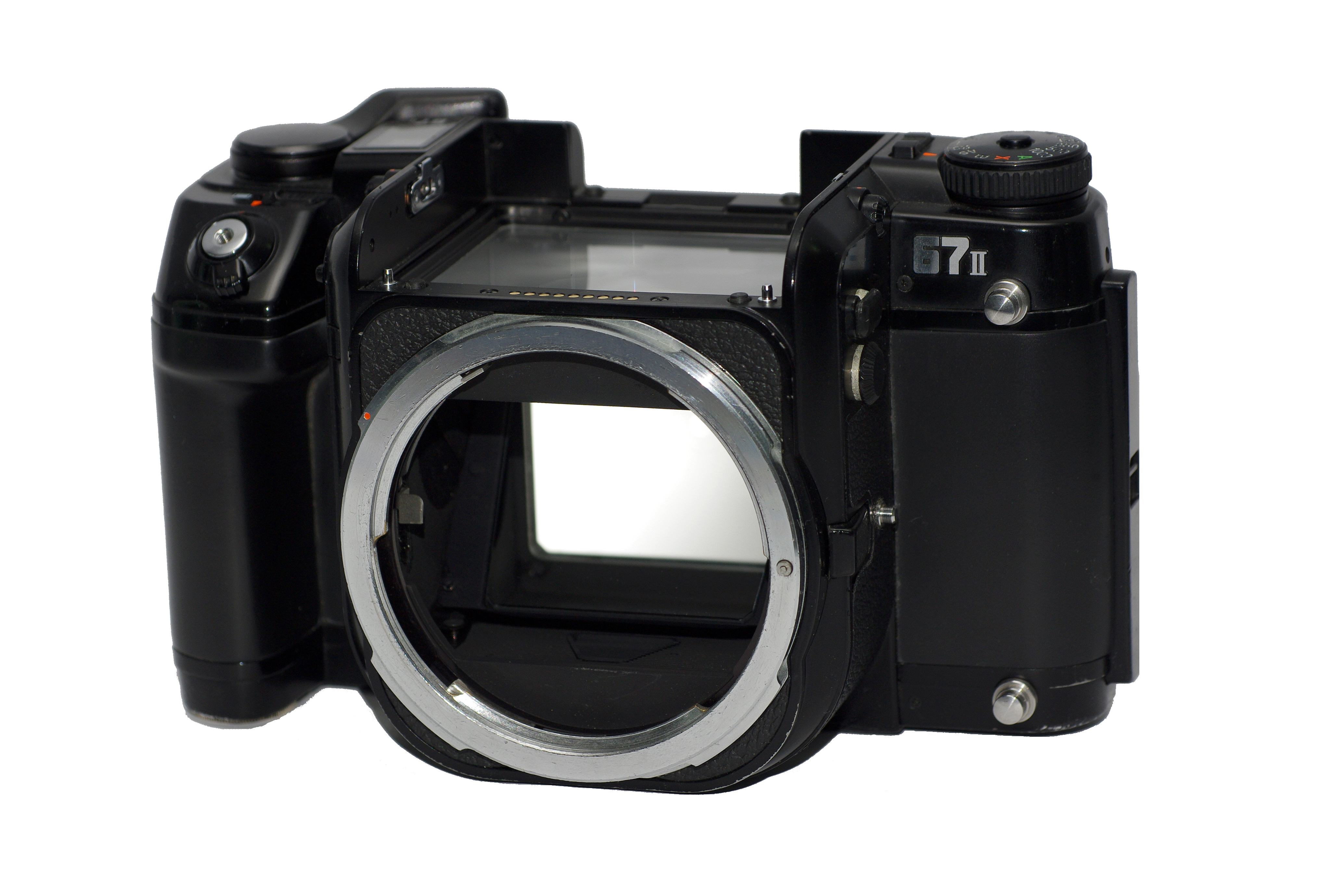
Основа среднеформатной фотосистемы Asahi Pentax 67 II

Систе́мный фотоаппара́т, фотосисте́ма — фотоаппарат модульной конструкции со сменными объективами и другими ключевыми компонентами, которые устанавливаются на корпус, представляющий собой ядро системы. Ключевым элементом любых фотосистем до сегодняшнего дня выступает стандарт присоединения сменной оптики, определяющий основные функциональные и технические параметры аппаратуры.
Чаще всего системными считаются однообъективные зеркальные фотоаппараты, но к дальномерным и шкальным камерам со сменной оптикой это относится в равной степени. В цифровой фотографии к системным относятся цифровые зеркальные и беззеркальные фотоаппараты. Фотоаппараты со сменными принадлежностями, но жёстковстроенным объективом не могут считаться системными.

## Историческая справка
Фотоаппаратура начала строиться в соответствии с понятием системности с самых ранних этапов своего развития. Большинство фотоаппаратов прямого визирования, исторически появившихся первыми, изначально представляют собой фотосистему со сменными объективами и кассетами. Первой малоформатной фотосистемой считается дальномерная Leica II, рабочий отрезок объективов для которой был стандартизирован в 1930 году. Большой вклад в развитие системности привнесли фотоаппараты Contax, получившие самое большое для 1930-х годов количество сменных объективов и принадлежностей.
Важным этапом в 1948 году стало появление среднеформатного фотоаппарата Hasselblad 1600F с модулями видоискателей и быстросменных кассет магазинного типа. Для малоформатной аппаратуры аналогичным прорывом стал Nikon F, выпущенный в 1959 году, и впервые включавший в полученную фотосистему приставной электропривод и дистанционное управление. Восточногерманская Praktina, обладающая такой же системностью, появилась шестью годами раньше, но не получила широкого распространения.

## Сменные элементы фотосистем
Любая фотосистема предусматривает возможность смены объектива, поэтому её важнейшим элементом является парк сменной оптики с общим стандартом присоединения, рабочим отрезком и полем изображения. Кроме объективов фотосистема может включать:
- Телеконвертеры и широкоугольные конвертеры;
- Адаптеры для объективов других фотосистем и съёмки через оптические приборы;
- Фокусировочный мех и Удлинительные кольца для макросъёмки;
- Видоискатели (пентапризмы, шахты, лупы для зеркальной аппаратуры, приставные визиры для шкальной и дальномерной);
- Наглазники, диоптрийные линзы, лупы для точной фокусировки;
- Фокусировочные экраны;
- Фотовспышки и трансмиттеры для запуска внешних вспышек;
- Переходники для крепления вспышек при нестандартном штатном башмаке;
- Приставные экспонометры;
- Сменные задние крышки или кассеты, в том числе датирующие и для моментальной фотографии;
- Цифровые задники для среднеформатных и крупноформатных камер;
- Приставные электроприводы и вайндеры для плёночных фотоаппаратов;
- Принадлежности для дистанционного спуска затвора;
- Спусковые тросики;
- Внешние источники питания, в том числе батарейные рукоятки;
- GPS-модули;
- Bluetooth или Wi-Fi модули для передачи снимков по сети;

Многие стандарты присоединения сменных принадлежностей являются общими для любых фотосистем. Это относится к стандартам штативного гнезда и кабельного присоединения внешних вспышек PC. «Горячий башмак» большинства фотосистем также соответствует международному стандарту ISO 518, поддерживая синхронизацию при помощи центрального контакта. При этом, дополнительные контакты в разных фотосистемах различаются и не соответствуют общим стандартам.
Одинаковый стандарт присоединения объективов может также встречаться в фотоаппаратах разных производителей, делая их фотосистемы родственными. Однако, общих стандартов присоединения видоискателей, фокусировочных экранов и электроприводов не существует. В современных среднеформатных зеркальных фотоаппаратах существуют стандарты присоединения кассет и цифровых задников, некоторые из которых используются в разных фотосистемах. Одним из самых распространённых стандартов считается Hasselblad.